# Johann Georg Bodemer
Johann Georg Bodemer (* 31. Juli 1842 in Zschopau; † 12. November 1916 in Zürich) war ein deutscher Unternehmer und Philanthrop.

## Leben
Am 31. Juli 1842 wurde Johann Georg Bodemer als Sohn von Jacob Georg Bodemer und dessen Frau Maria Auguste Charlotte geb. Krause (1817–1854) in Zschopau geboren. Von 1857 bis 1859 erlernte er in Chemnitz den Beruf eines Zeugschmieds. Ab 1860 absolvierte er die Polytechnische Bildungsanstalt in Dresden und wechselte während seines Studiums an das Eidgenössische Polytechnikum Zürich, wo er auch Vorlesungen in Philosophie, Geschichte und Kunstgeschichte hörte und sein Studium abschloss. In Dresden schloss er sich der Landsmannschaft Teutonia an und erwarb sich als Senior maßgebliche Verdienste um das Auftun der Verbindung zum akademischen Corps im Jahr 1863.
Im Jahr 1867 heiratete er in Paris Mary Albenia McKay (1846–1932), Tochter von Donald McKay aus Boston (USA).
Zum Erwerb von Spezialkenntnissen arbeitete er 1866/67 als Montagearbeiter in einer englischen Selfactorfabrik (Spinnereimaschine). 1868 übernahm er von seinem Vater, der inzwischen nach Dresden gezogen war, die technische Leitung der Spinnerei. Wilhelm Dürfeld, dem Ehemann von Bodemers Schwester Eugenie Louise (1840–1931), wurde die kaufmännische Leitung übertragen. 1872 wurde Bodemer zusammen mit Dürfeld Besitzer der elterlichen Spinnerei und 1886 deren alleiniger Inhaber. 
1879 unterrichtete Clara Zetkin (damals noch Clara Eißner), Alterspräsidentin des Deutschen Reichstags (1932) und Abgeordnete der KPD (1921–1933), als Hauslehrerin die Kinder Bodemers.
1913 wurde die Spinnerei in die Aktiengesellschaft „Zschopauer Baumwollspinnerei A.G.“ unter der Leitung der Fabrikdirektoren William Schulz und Richard Bellmann umgewandelt, Bodemer wurde Vorsitzender des Aufsichtsrats.
Während einer Reise durch die Schweiz starb er am 12. November 1916 im Alter von 74 Jahren in Zürich. Am 21. November 1916 wurde er in der Familiengruft der Familie Bodemer auf dem Zschopauer Friedhof beigesetzt.

## Verdienste als Ingenieur
Seine Leistungen als Ingenieur sind weit über die Grenzen Sachsens hinaus bekannt. 1873 entwickelte er einen Regulator für die beiden neu installierten Wasserturbinen, die je 200 PS leisteten, und erhielt dafür 1876 ein Patent. Der Regulator wurde im gleichen Jahr auf der Weltausstellung in Philadelphia präsentiert und fand dort hohe Anerkennung. An der Zschopau ließ er 1879 nach eigenem Entwurf erstmals in Deutschland ein Wehr mit steiler Frontmauer und Sturzbecken errichten. Es war 51 m breit, die Fallhöhe betrug 4,15 m (ab 1913 mit Aufsatz 5,40 m). Auch die verbesserte Konstruktion eines Selfactors mit einer Leistungssteigerung um 25 % geht auf ihn zurück. 1907 ließ Bodemer an der Spinnerei eine Fußgängerbrücke über die Zschopau und 1913 am Felsen über dem Wehr die sogenannte „Bodemerkanzel“ errichten. Für seine ingenieurtechnischen Leistungen und Verdienste erhielt er 1909 die Ehrendoktorwürde Dr. Ing. h. c. der Technischen Hochschule Dresden, die Große Goldene Verdienstmedaille für Kunst und Wissenschaft „Virtuti et ingenio“ sowie die Ehrenbürgerwürde seiner Heimatstadt Zschopau.